# محسوس (موسیقی)

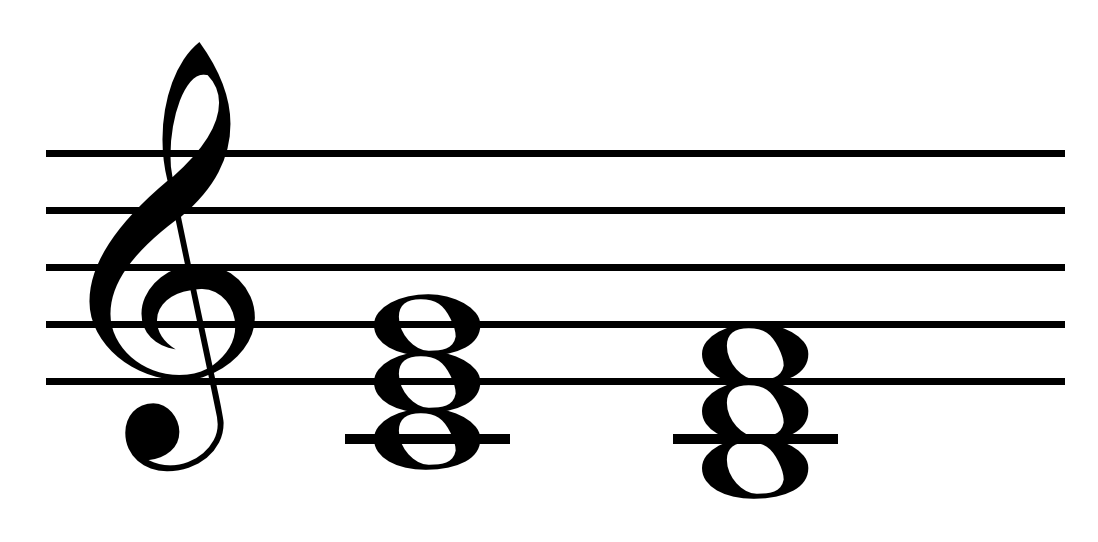
آکوردهایی بر مبنای نت پایه و محسوس گام دو. آکوردهای دو بزرگ و سی کوچک کاسته.

در تئوری موسیقی، محسوس هفتمین درجه در گام دیاتونیک است.
در تئوری موسیقی عربی این نت با نام «حساس» شناخته می‌شود، که ترجمه‌ای از نام انگلیسی آن (به انگلیسی: sensible، به معنای محسوس یا حساس) است.